# Coalición de Mujeres de Irlanda del Norte
La Coalición de Mujeres de Irlanda del Norte (en inglés, Northern Ireland Women's Coalition, más conocida por su acrónimo NIWC) fue un partido político minoritario de carácter intercomunitario de Irlanda del Norte entre 1996 y 2006.
La profesora universitaria católica Monica McWilliams y la trabajadora social protestante Pearl Sagar fundaron la NIWC para presentarse a las elecciones del Foro de Irlanda del Norte, un órgano creado para  promover el diálogo interpartidista que condujo al Acuerdo de Belfast, también conocido como Acuerdo de Viernes Santo (en inglés, “Good Friday Agreement”). Principalmente, el partido hizo del liderazgo de mujeres el centro de su campaña, negándose a adoptar una postura sobre si Irlanda del Norte debería ser parte del Reino Unido o no.

## Historia

### Creación y desarrollo
La creación de la Coalición de Mujeres de Irlanda del Norte se remonta a una reunión durante una cena entre Avila Kilmurray, una activista comunitaria y pacifista de Irlanda del Norte, y McWilliams en abril de 1996. Ambas pensaron en distintas maneras de lograr que las mujeres formaran parte del proceso de paz de Irlanda del Norte. Presionaron sin éxito a la Oficina de Irlanda del Norte, un departamento del gobierno de Reino Unido responsable de los asuntos de Irlanda del Norte, para que exigiera la presentación de una lista equilibrada de hombres y mujeres por parte de todos los partidos cara a las elecciones al Foro. Al no conseguirlo, la coalición se reunió rápidamente para presentarse a las elecciones. 
Alrededor de 150 mujeres asistieron a la primera reunión, y las posteriores atrajeron de manera regular a una media de 60 personas. Las asambleas se llevaron a cabo en Belfast cada quince días y luego semanalmente para debatir puntos de vista, lo cual era facilitado por las constantes rotaciones en la presidencia. Al cabo de un año, el partido elaboró unos estatutos que estipulaban la elección de un comité ejecutivo de entre 12 y 15 miembros para tomar decisiones políticas: dos representantes de cada condado, más las representantes electas del partido como miembros ex officio. Los miembros adicionales se podían incorporar para mantener el equilibrio entre comunidades y las reuniones mensuales siguieron estando abiertas para todos los miembros.
En las elecciones al Foro de 1996, McWilliams, Sagar y otras ocho candidatas de la Coalición obtuvieron 7.731 votos (1,03%). No consiguieron ningún escaño en el distrito electoral, pero, en virtud de un mecanismo compensatorio para garantizar la representación de los partidos minoritarios, se les otorgaron dos escaños, ocupados por McWilliams y Sagar. Asistieron a las negociaciones dominadas por los otros 108 representantes y apoyaron (pero no firmaron, al contrario de lo que se cree) el Acuerdo intergubernamental de Viernes Santo. La NIWC  logró introducir enmiendas para fomentar la integración de ambas comunidades (católica y protestante) en materia de vivienda, la inclusión de la mujer en la vida pública, iniciativas especiales para los jóvenes afectados por el conflicto, el reconocimiento de los vínculos entre la reconciliación, la vivienda no segregada y la educación integrada, así como la promoción de una cultura de tolerancia. También abogaron por la creación de un Foro Cívico para Irlanda del Norte, que se incluyó en el acuerdo y se estableció en el año 2000. 

### Implicación política tras el acuerdo
En las elecciones a la Asamblea de Irlanda del Norte de 1998, el partido obtuvo 13.018 votos (1,6%). Por lo tanto, McWilliams, representante del distrito electoral de South Belfast, y Jane Morrice, representante de North Down, formaron parte de la Asamblea inaugural. Algunos académicos han especulado que la existencia de la coalición forzó a los líderes de otros partidos a prestar más atención a los intereses de las mujeres durante la campaña de las elecciones. Los partidos principales presentaron un mayor número de candidatas en respuesta a la aparición de la NIWC, motivados por el temor de que la Coalición atrajese el voto femenino.
En las elecciones locales de Irlanda del Norte de 2001, el partido consiguió 3.301 votos (0,4%) y un puesto como concejales. McWilliams fracasó en las elecciones generales del Reino Unido en 2001, al obtener sólo 2.968 votos en South Belfast (7,8%).

### Declive y disolución
En su congreso del 2002, el partido presumió de ser “el único partido femenino del mundo que tiene representantes electas, lo cual es un gran logro". En 2003, sin embargo, las dos diputadas de la NIWC habían perdido sus escaños en las elecciones a la Asamblea, donde el número de votos que recibieron cayó a 5.785. Posteriormente, el partido mantuvo “un debate franco, honesto y constructivo” sobre su continuidad, y finalmente decidieron que no se disolvería. De todos modos, no volvieron a ganar. La última representante electa perdió su condición de representante en el distrito de North Down en 2005, al alcanzar solamente el 0,1% de los votos.
El partido nunca se volvió a presentar a otras elecciones. El 11 de mayo de 2006, la Coalición de Mujeres fue oficialmente disuelta en un acto que tuvo lugar en Belfast.